# Paratype walkeri
Paratype walkeri är en fjärilsart som beskrevs av Embrik Strand 1922. Paratype walkeri ingår i släktet Paratype och familjen björnspinnare. Inga underarter finns listade i Catalogue of Life.